# 段誉
段譽是金庸武俠小說《天龍八部》中的男主角之一，為金庸小說中武功絕頂的高手之一，大理國「鎮南王」段正淳世子，生與養父一樣處處留情，涉足江湖後與蕭峯、虛竹義結金蘭，排行三弟。從小熟讀儒釋佛等百家經典，屬於粉臉俊美的書獃子。雖然生為皇族，但全無架子、性格樂觀善良。因厭惡殺生而不願學武並離家出走，因緣際會墮入無量山後湖底密室，得到秘籍練成絕頂輕功凌波微步、以及無意中源源不絕吸取他人功力的北冥神功，因此獲得渾厚內功，施展六脈神劍雖然不甚穩定，但劍氣隔空傷敵威能極大，另有伯父段正明傳授的「導氣歸虛」內功心法。闖蕩江湖期間邂逅多位心儀女子，然而她們全都是段正淳的親生女兒，即段譽同父異母的妹妹。直至最後母親「玉虛散人」刀白鳳吐露真相，其生父實際為廢太子段延慶，因此與諸位「妹妹」並無血緣關係，可以成親。結尾脫穎成長登基稱帝，登基時年號日新。世紀新修版結局與王語嫣、木婉清、鍾靈的關係有所修改。對應八部的「龍眾」。全書唯一把整個故事主線、所有人物關系貫穿的角色。《射雕英雄傳》、《神雕俠侶》重要角色「南帝」段智興（一燈大師）之祖父。其歷史原型為大理憲宗段和譽。

## 生平
出生於大理皇室，從小即過著無憂無慮、與世無爭的生活。
個性容易專注於某種事務上，因此小時即篤信佛法、精曉園藝、精通棋弈等涉獵所深，往往過得十天半月依然專注於該項事務上，被爹娘取小名為「痴兒」，而這項性格也造就了段譽日後對神仙姐姐（無量洞中的玉像）的尊敬以及追求曼陀山莊王語嫣的基礎。
篤信佛法，擁有一顆慈悲心，最初對於打殺爭鬥之事相當反感，而後闖蕩江湖逐漸不如初始秉持著不殺生的原則。
另外段譽自小受到良好教育，知書達禮，溫文儒雅，老實謙遜，善良卻也替他人著想，不過呆頭呆腦卻常被旁人譏為書獃子。
另外段譽個性也相當怕險，在闖蕩江湖之際，遇險時往往依靠獨特的凌波微步輕功脫困，但是最後在受到義兄喬峰豪氣所激勵下，段譽也擺脫以往懦弱的個性，充分展現心中的俠義之心。
《天龍八部》一開始，少年段譽是大理國「鎮南王」段正淳的兒子，後來分別跟丐幫帮主「北喬峰」蕭峰、少林小僧虛竹義結金蘭。
段譽本來不諳武功，連家傳武功「一陽指」也毫無認識，他彬彬有禮，知書識墨，興趣多，涉獵也深。
段譽不爱学武也不懂武功，被父亲和伯父逼紧了离家，听闻无量山風景清幽，来到此，并结识钟灵，时年19岁，初涉江湖。 　
无量山剑湖宫外，欲止干戈，以和平之理规劝神农帮，不料反被胁迫服下断肠散，七7日内来回万劫谷，以闪电貂毒解药交换钟灵及他的性命。
為了解救為人挾持的鍾靈，段譽不小心闖入無量山的「瑯環福地」中，並在洞中遇見一尊玉像，段譽稱為「神仙姐姐」（形象為李秋水的妹妹、無崖子潛意識愛的對象，真實姓名沒有被提及），他在該處習得《逍遙派武功精要秘籍》逍遙派兩大神功：「北冥神功」和「凌波微步」。
之後結識木婉清，並許下婚約，卻發現木婉清是乃父段正淳在外留下的私生女。
另外在被無量劍拘禁期間，利用「北冥神功」和「凌波微步」逃脫，卻無奈吞了萬毒之王「莽牯朱蛤」，自此萬毒不侵。
其後段譽往往在不知情的情況下，運用了「北冥神功」吸取了不同的人的內功，儼然成為內功渾厚無比的人。
在吐蕃大輪寺僧人鳩摩智明王大鬧天龍寺一役，段譽更學得了失傳已久的大理段氏至高無上的神功「六脈神劍」，但亦因此為鳩摩智所擄，強迫他寫下《六脈神劍經》，段譽不從，鳩摩智便帶其前往姑蘇慕容家，欲將他當成祭品，因而結識二婢阿朱阿碧。
之後逃離鳩摩智魔爪，遇上了貌似「神仙姐姐」的夢中情人，姑蘇慕容復的表妹王語嫣。結識之初，段譽只是聽到了一聲嘆息：「這一聲嘆息如此好聽，世上怎能有這樣的聲音？」便即為她神魂顛倒，見其美貌姿色之後更是無法自拔，出了慕容家，在無錫城松鶴樓中與丐幫帮主「北喬峰」乔峰相遇，氣味相投，義結金蘭，之後多次拯救王語嫣，和其闖蕩江湖一陣。
在「聾啞老人」蘇星河所佈的「珍瓏」棋局當中，段譽曾試圖破解，但是因愛心太重，不捨棄子而未能成功，最後則由少林虛竹誤打誤撞破解，段譽也在此首度與虛竹見面。
而與自己分開的意中人王語嫣則尋到了意中人表哥「南慕容」慕容復，隨後慕容氏一行人誤闖萬仙大會中，段譽也偷偷跟隨在後解救王語嫣。
在天山縹緲峰靈鷲宮上，段譽與虛竹義結金蘭，其中一同尊蕭峰為大哥。
在少室山的武林大會中，段譽與義兄蕭峰、虛竹會合，蕭峰遭受姑蘇慕容慕容復、星宿派掌門「星宿老怪」丁春秋和丐幫幫主莊聚賢圍攻的時候，段譽引走慕容復，父亲段正淳為救自己受了重創，段誉听得王语嫣在慕容复打倒自己父亲之时大声喝采，心中气苦，内力源源涌出，一时少商、商阳、中冲、关冲、少冲、少泽六脉剑法纵横飞舞，使来得心应手，有如神助，畏惧之心渐去，记起伯父段正明和天龙寺枯荣大师所传的内功心法，将那「六脉神剑」使得渐渐的圆转融通，把慕容復打得毫無還手之力。 
三人分別擊退當世第一流高手─丁春秋、慕容復、游坦之，三兄弟揚威武林，为找寻大哥萧峰，义助大哥，来到藏经阁旁，众人听老僧说法之际，被鸠摩智下毒手，胸口中了他一招「火焰刀」，登时不省人事。 　
在西夏皇宫内的一口枯井，慕容复以为段誉有心机欲抢他的驸马之位，用表妹王语嫣之名义，趁机把他丢下枯井之中，差点死亡，幸好没死，也因此得和语嫣终生相守。 
在蜀境一伐木工厂内，误入王夫人醉人蜂之局，原本身食过莽牯朱蛤，百毒不侵，但这蜜蜂尾针上除蜂毒外尚有麻药，几百头蜜蜂刺过之后，不中毒也昏迷，数日后醒来只觉周身肌肤上有无数小点，疼痛异常。
途中被王語嫣生母王夫人李青蘿擒住，在蜀南曼陀山庄，她想以此要脅段正淳娶其為正妃，但不料被慕容復下了「悲酥清風」之毒，要脅段正淳禪讓王位，正淳不從，慕容復便即屠殺了段正淳的四位情人，段正淳自盡而死。段譽为救母亲免于被慕容复所杀，用六脉神剑打败慕容复，但仍在心乱下，被慕容复伤了一刀，后者夺窗而逃，段譽之母刀白鳳自刎之前告知段譽身世，原來段譽親生父親竟是段正淳對頭段延慶，於是鍾靈、木婉清便也不是段譽的親妹子。
後來在大理皇宫向伯父「保定帝」段正明直言身世，接掌大理皇位。 　　
登基后备办伯父避位为僧之诸多事宜，为父母及秦红棉等处理后事，妥善处理政务，成功處理天花疫情。 
大辽南京率大理众臣工远赴大辽救大哥萧峰，雁门关外和二哥虚竹生擒辽帝耶律洪基，换得耶律洪基在世时，大辽永不侵宋的承诺，但大哥在此自弑身亡，阿紫也殉情跳崖而死。 　　

### 修改
在世纪新修版中，情节有所变化。
萧峰死后，段誉作别虚竹夫妇，携王语嫣、银川公主李青露的婢女晓蕾、和虚竹的手下梅兰竹菊回大理。
应王语嫣之请段誉寻找《不老长春功》秘籍，再见无量玉洞中之玉像，幡然醒悟，发现自己原来是把王语嫣当成了‘神仙姐姐’；终于释怀，以妹妹对待王语嫣，并意识到木婉清方是真心深爱自己，最终回到木婉清身边，并封其为「贵妃」，钟灵为「贤妃」，晓蕾为「淑妃」。梅兰竹菊则被许配几个手下大臣的儿子。
登基之后去除民瘼，身体力行，成功處理天花疫情，受到大理百姓尊敬与推崇。在位40年，后避位为僧，传位于子段正兴。

## 武功
初登場時，段譽任何的武功都不會，由於段譽曾著迷於佛法與易經上，因此對於打鬥殺戮的武林爭鬥相當反感。而段譽的父親段正淳和母親刀白鳳都為習武中人，因此也希望段譽修習家傳的一阳指，不過段譽並不喜愛武功，因此總是百般推辭甚至與父親爭吵，而且從未打破自己原則。加上他内力并非自我修炼得成，吸取的内力属性完全不统一，导致书末仍不能妥善发挥自己武功。
故事當中，段譽為了要解救遭挾持的鍾靈，意外堕入無量山山谷，经过谷中瑯嬛福地时其中在洞內見到了一尊玉像，尊其為「神仙姐姐」。段譽好生尊敬，向無崖子所打做玉像（實為李秋水的妹妹玉像）磕了千個頭後，意外得到了李秋水所留下的武功北冥神功秘笈，其中卷末則附有凌波微步的修習方式，段譽因此學得了這些武功。凌波微步走得極為純熟，北冥神功秘笈则被身中情毒时的他撕毁，所以則尚未學全。
在大理天龍寺中，吐蕃高僧鳩摩智強行盜取六脈神劍的事件中，此前段譽由于吸取了不少正邪高手及门下弟子的内力，得以符合条件意外學得六脈神劍的全套劍法。雖然段譽尚未能隨心所欲駕馭內力而使用六脈神劍，但六脈神劍仍然是段譽最令人敬畏的武功之一，也因为六脉神剑只能在无比危急的关头才能使出来，也让后来的段誉吟出了“乃知兵者是凶器，圣人不得已而用之”的诗句。
北冥神功
北冥神功系引他人之内力为己用，是一门注重修积内力的功夫。帛卷上有云：「本派武功，以积蓄内力为第一要义。内力既厚，天下武功无不为我所用，犹之北冥，大舟小舟无不载，大鱼小鱼无不容。是故内力为本，招数为末。以下诸图，务须用心修习」。小說中段譽常於無意中吸取了諸多武林好手的內力，是以年紀輕輕，一身内力便已浑厚无俦，其后遭遇又连吸取数位高手内力，最终在机缘巧合之下获得鸠摩智一身内力后，终坐实内力“震古烁今、并世无二”之名。
凌波微步
逍遙派武功，依照周易六十四卦的方位而演變的武功步法，步法甚怪，須得憑空轉一個身或躍前縱後、左竄右閃，方合於捲上的步法。禦敵對陣時只需按六十四卦步法行走而無需顧忌對手的存在，是一種我行我素、天馬行空的上乘功夫。
六脈神劍
大理段氏天龍寺鎮寺之寶，乃以渾厚內力化為无形剑气施展的一种剑法，备受慕容博推崇，称其与少林寺《易筋经》并为古今武学中至高无上两大瑰宝。段誉曾以此剑法在少室山和曼陀山庄两度打败慕容复，慕容博得见剑法真貌后，感叹：“天下第一剑之言，名不虚传”。后来新修版又借慕容博之口道出：“‘六脉神剑’绝技，手指上可发六种内力，交叉运使，更加神奇”。

## 感情
段譽在《天龙八部》一書中也與幾位女主角有感情上的互動。
- 鍾靈─初時即與段譽在無量山聚會相遇，而後曾一度捲入生死關卡中。喜歡段譽，而段譽也將鍾靈作為妹子看待，舊版中兩人同回大理。
- 木婉清─登場時即與段譽共生死，與段譽經歷生死後，逐漸對之傾心，而將自己的容貌現世的第一次獻給段譽，也與段譽許下婚約，不過卻發現兩人為同父異母的兄妹（最後發現不是）。舊版中兩人也同回大理。
- 王語嫣─容貌驚為天人，相當像段譽於玉洞中所見的神仙姐姐像。段譽雖然對之傾心，但是王語嫣心儀青梅竹馬的表哥慕容復。兩人而後共闖江湖，數度共患生死，而王語嫣在得知表哥於自己投井尋死毫無關心下，絕望之極跳井尋死，卻與段譽於井中相逢，而後跟隨段譽。舊版中同樣與段譽同回大理。

感情上，段譽苦苦追求著王語嫣，雖然得不到回報，但是以語嫣的幸福作為自己的快樂，甚至曾向語嫣說過娶西夏公主，讓慕容復和語嫣成親。最後段譽以一片真心感動王語嫣，在王語嫣看清慕容復為人後，兩人於枯井中相會，兩情相悅，恩愛繾綣。雖然結局並未完全交代諸人的情況，不過也留下無窮的遐想空間。不過在世紀新修版當中，段譽與眾女子的命運有極大的改變。段譽最後與舊版意中人王語嫣分開，而在大理即位之後娶了鍾靈、木婉清、銀川公主的侍女曉蕾為妃。是以此改變引起廣泛討論，讀者反應兩極化。

## 相關人物
|        |        |        |        |        |        |      |      |        |        |        |        |        |        |  |  |                |                |                |                |                |                |              |              |        |        |        |        |        |        |  |  |        |        |        |        |        |        |
|        |        |        |        |        |        |      |      |        |        |        |        |        |        |  |  |                |                |                |                |                |                |              |              |        |        |        |        |        |        |  |  |        |        |        |        |        |        |
| 段延慶 | 段延慶 | 段延慶 | 段延慶 | 段延慶 | 段延慶 |      |      | 刀白鳳 | 刀白鳳 | 刀白鳳 | 刀白鳳 | 刀白鳳 | 刀白鳳 |  |  | 秦紅棉、甘寶寶 | 秦紅棉、甘寶寶 | 秦紅棉、甘寶寶 | 秦紅棉、甘寶寶 | 秦紅棉、甘寶寶 | 秦紅棉、甘寶寶 |              |              | 段正淳 | 段正淳 | 段正淳 | 段正淳 | 段正淳 | 段正淳 |  |  | 段正明 | 段正明 | 段正明 | 段正明 | 段正明 | 段正明 |
| 段延慶 | 段延慶 | 段延慶 | 段延慶 | 段延慶 | 段延慶 |      |      | 刀白鳳 | 刀白鳳 | 刀白鳳 | 刀白鳳 | 刀白鳳 | 刀白鳳 |  |  | 秦紅棉、甘寶寶 | 秦紅棉、甘寶寶 | 秦紅棉、甘寶寶 | 秦紅棉、甘寶寶 | 秦紅棉、甘寶寶 | 秦紅棉、甘寶寶 |              |              | 段正淳 | 段正淳 | 段正淳 | 段正淳 | 段正淳 | 段正淳 |  |  | 段正明 | 段正明 | 段正明 | 段正明 | 段正明 | 段正明 |
|        |        |        |        |        |        |      |      |        |        |        |        |        |        |  |  |                |                |                |                |                |                |              |              |        |        |        |        |        |        |  |  |        |        |        |        |        |        |
|        |        |        |        | 段譽   | 段譽   | 段譽 | 段譽 | 段譽   | 段譽   |        |        |        |        |  |  |                |                | 木婉清、鍾靈   | 木婉清、鍾靈   | 木婉清、鍾靈   | 木婉清、鍾靈   | 木婉清、鍾靈 | 木婉清、鍾靈 |        |        |        |        |        |        |  |  |        |        |        |        |        |        |
|        |        |        |        | 段譽   | 段譽   | 段譽 | 段譽 | 段譽   | 段譽   |        |        |        |        |  |  |                |                | 木婉清、鍾靈   | 木婉清、鍾靈   | 木婉清、鍾靈   | 木婉清、鍾靈   | 木婉清、鍾靈 | 木婉清、鍾靈 |        |        |        |        |        |        |  |  |        |        |        |        |        |        |

## 影視形象

### 劇集
- 湯鎮業：香港無綫電視《天龍八部》（1982年）
- 關禮傑：台灣中視《天龍八部》（1990年）
- 陳浩民：香港無線電視《天龍八部》（1997年）
- 林志穎：江蘇省廣播電視總台、九洲音像出版公司聯合出品《天龍八部》（2003年）
- 金起范：中國大陸華策影視、東陽大千影視聯合出品《天龍八部》（2013年）
- 白澍：中國大陸新麗傳媒《新天龍八部》（2021年）

### 電影
- 李修賢：《天龍八部》（1977年），邵氏公司
- 湯鎮業：《新天龍八部》（1982年），新世紀電影公司
- 趙華為：《天龍八部之喬峰傳》（2023年），邵氏公司